# Бальсан, Этьен
Этьен Бальсан (фр. Étienne Balsan; 11 февраля 1878, Париж — 1953, там же) —  французский конезаводчик и игрок в поло. Помог сделать первые шаги в мире моды Коко Шанель. Брат пионера авиации Жака Бальсана.

## Биография
Этьен Бальсан был младшим сыном богатого промышленника Огюста Бальсана (1836—1896), мэра города Шатору. Его семья владела значительным состоянием и крупной текстильной фабрикой, которая среди прочего выполняла военные заказы. Его старший брат Жак Бальсан был  воздухоплавателем, одним из пионеров авиации и гидроавиации, ставший в 1921 году вторым супругом богатейшей невесты своего времени Консуэло Вандербильт.

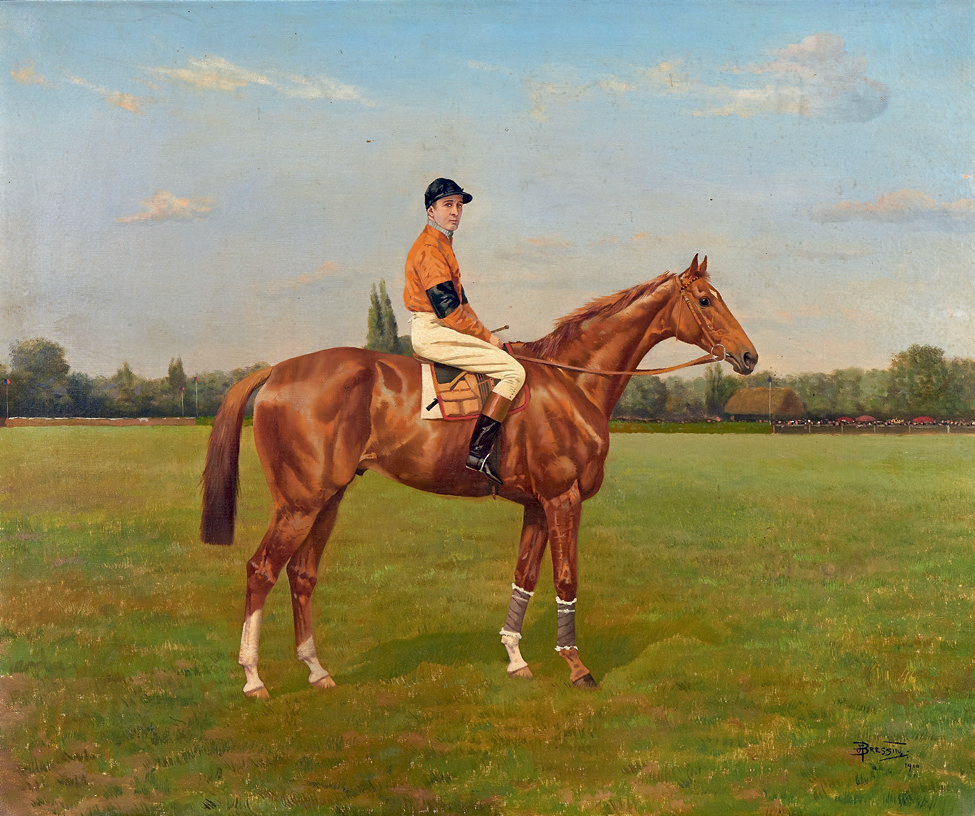
Этьен Бальсан

Отказавшись от семейного дела некоторое время служил в кавалерии, но не стал продолжать военную карьеру, чтобы посвятить себя разведению породистых лошадей и скачкам: «лошади стали его страстью окончательно и бесповоротно, а скачки и подготовка к ним — основным времяпрепровождением». В 1904 году он приобретает недвижимость (дома, конюшни и манеж) в Лакруа-Сент-Уан. После смерти родителей, оказавшись наследником большого состояния и как страстный лошадник и игрок в поло, он приобретает историческое поместье Руайо (бывшее бенедиктинское аббатство известное с XIV века), которое реставрирует и модернизирует (замок XVII века был разрушен во время Второй мировой Войны) в Компьенском лесу в департаменте Уаза.
Находясь на службе в Мулене познакомился в местном кафешантане с молодой Габриэль Шанель, начинающей певицей став её любовником и защитником и после их расставания значительное время будет оставаться её другом. Их отношения продлятся около трёх лет. Считается, что его значение в истории моды заключается в том, что он сумел переубедить Шанель, которая серьёзно намеревалась заниматься пением отказаться от этой идеи и посвятить себя дизайну женской одежды. Кроме того он помог ей сделать первые шаги в этом качестве. Позже свою роль в становлении Шанель в качестве дизайнера он резюмировал следующим образом: «Я просто помог ей вставить ногу в стремя». Прозвище Шанель — «Коко» приклеилось к ней на всю жизнь с подачи её любовника, в честь песни из её репертуара.  
В 1906 году Бальсан предложил Шанель совместное проживание в его собственном замке Руайо, не скрывая, что там его будет посещать ещё одна его любовница — Эмильенна д’Алансон, светская львица и законодательница моды, оказавшая на Шанель влияние в области стиля. Позже Шанель писала об этой ситуации: «Я действительно жила у Бальсана, на деньги Бальсана, ездила с ним в Париж, спала с ним, каталась на его лошадях, одевалась за его счет и при этом его самого не любила. А он не любил меня. Просто приятельница, просто запасная любовница…». Приятельницы Бальсана по примеру Эмильенны стали носить шляпки, к которым приложила руку Шанель. 
В 1909 году, когда Шанель решает поселиться в Париже в качестве модистки, он  предоставляет ей свою квартиру и помогает открыть своё дело. Богатый и соблазнительный, он ввёл Габриэль в парижское общество. Однако позже Шанель ушла от него к английскому промышленнику Артуру Кэйпелу. Подытоживая свои отношения с Бальсаном, в своих мемуарах Шанель писала: «Но с Бальсаном я только нащупала свое место, встать на ноги мне помог Бой Кейпел. Это главное, за что я благодарна Бальсану — с его помощью я встретила Боя». Отношения Шанель с Бальсаном и Кейпелом вызывали сплетни и пересуды в парижском обществе, которые прекратились с отъездом Бальсана в Аргентину.  
Роль Бальсана  в фильме «Одинокая Коко Шанель» (Chanel Solitaire, 1981) играет актер Рутгер Хауэр и  Бенуа Пульворд в фильме «Коко до Шанель» (2009).